# Nadhřebenový sval
Nadhřebenový sval (lat. musculus supraspinatus) je u člověka poměrně malý kosterní sval, který ovládá ramenní kloub. Leží v nadhřebenné jámě lopatky a překrývá ho trapézový sval.
Upíná se na velký hrbolek pažní kosti, společně se svalem podhřebenovým a malým oblým svalem, které také umožňují pohyb v ramenním kloubu.

## Funkce
Kontrakce nadhřebenového svalu spouští upažení končetiny, nadhřebenový sval také stabilizuje ramenní kloub tím, že udržuje hlavici pažní kosti v kloubní jamce.

## Inervace
Nadhřebenový sval je inervován nadlopatkovým nervem, který při svém průběhu leží přímo na kosti. Při zlomeninách klíční kosti (nebo lopatky) může dojít k jeho poškození a následné atrofii nadhřenenového svalu. Výsledkem je zhoršená pohyblivost ramenního kloubu.

## Nadhřebenový sval u zvířat
U zvířat je nadhřebenový sval mohutný, šlašitě protkaný sval, který vystupuje z nadhřebenné jámy lopatky. Slouží jako natahovač ramenního kloubu. U jatečných zvířat je tento sval součástí plece (falešná svíčková).